# Florent Mollet
Florent Mollet (ur. 19 listopada 1991 w Fontaine-lès-Dijon) – francuski piłkarz występujący na pozycji pomocnika w niemieckim klubie. Wychowanek Dijon, w trakcie swojej kariery grał także w takich zespołach, jak Créteil, Metz oraz Montpellier.